# Литвиненки (Кременчугский район)
Литвиненки (укр. Литвиненки) — село,
Омельникский сельский совет,
Кременчугский район,
Полтавская область,
Украина.
Код КОАТУУ — 5322483205. Население по переписи 2001 года составляло 61 человек.

## Географическое положение
Село Литвиненки находится на левом берегу реки Сухой Омельник, в 2-х км от правого берега реки Псёл,
ниже по течению на расстоянии в 1 км расположено село Ракитное,
на противоположном берегу — город Кременчуг.

## Экология
- В 2-х км от села расположены Кременчугский нефтеперерабатывающий завод, завод БВК, отстойники.

## История
В 1911 году в хуторе Литвиненки была земская школа и жило 3287 человек.